# Buellia concinna
Buellia concinna је бледожуто до зеленкасто или смеђкасто обојен лишај који преферира силикатни камен и литице у умереним до субарктичким, субалпским и алпским подручјима широм Северне хемисфере. У Северној Америци преферира веће надморске висине, као што је Сијера Невада.‍:229–30 Апотеције су сесилне на талусу, 2−8 мм дијаметра са црним дисковима.